# افیم زلمانف
افیم زلمانف (روسی: Ефи́м Исаа́кович Зе́льманов؛ زادهٔ ۷ سپتامبر ۱۹۵۵) دانشمند در زمینه جبر اهل اتحاد جماهیر شوروی سوسیالیستی است.
وی همچنین برندهٔ جوایزی همچون مدال فیلدز شده‌است.